# 살상전략
살상전략(殺傷戰略, Countervailing Strategy)은 1980년 8월 당시 미국 대통령 지미 카터가 대통령 지령 제59호에서 채용한 전략으로, 미·소간 전면 핵전쟁이 발발할 경우 양국의 군사목표·정치중심지, 교통·공업 시설 등 국가기반 대부분이 완전 파괴되고, 결국 서로간의 분명한 자살행위에 지나지 않는다는 것을 실증하는 내용이다. 그 후 레이건 행정부에 계승된 이 전략은 피스키퍼(ＭＸ미사일)·트라이던트탑재 잠수함·ＡＬＣＭ 탑재 전략공군이 중심이 된 1980년대 미국 핵전략의 기본원칙이 되었다. 미국의 핵전략은 1950년대 대량보복전략에서 1960년대에는 확증파괴전략(Assured Destruction：ＡＤ)으로 바뀌었는데, 그 내용은 "적(소련을 가리킨다)의 제1격을 받더라도 그를 견디고 잔존한 핵전력으로 적에게 도저히 감당할 수 없는 큰 타격을 확실하게 입힐 수 있는 고도의 신뢰성을 가진 핵전력을 유지한다"는 것이었다. 그 후 소련의 전략핵전력 증강으로 미·소가 실질적인 균형상태를 이루었다는 상호확증 파괴(Mutual Assured Destruciton：ＭＡＤ) 핵억지이론이 대두되었는데, 이 전략은 군사과학·기술의 발달로 핵탄두 파괴력과 ＣＥＰ의 비약적 향상, 공격목표전환 기술의 발전, 전술핵전력의 비취약성이 강화됨으로써 종래의 ＡＤ 전략에 기초한 ＭＡＤ 억지이론이 논리적 허구가 되자, 소련의 전략목표·정치중심지 등 지도부의 지휘명령기구로 목표를 좁힘으로써 한정적인 공격의사를 명확히 한다는 새로운 핵전쟁억지 전략이다.